# La Boule de billard
La Boule de billard (titre original : The Billiard Ball) est une nouvelle de science-fiction d'Isaac Asimov, parue pour la première fois en mars 1967. Elle a été publiée en édition française dans le recueil de nouvelles Histoires mystérieuses puis Le Robot qui rêvait.

## Résumé
James Priss et Edward Bloom étaient amis à l'université ; désormais ils se haïssent. Priss est un grand physicien, un grand théoricien, consacré à deux reprises par le prix Nobel. Bloom est un technicien génial, qui fait de l'argent avec les théories de Priss en les mettant en pratique. Tandis que le premier est expert en recherche fondamentale, le second est spécialisé en recherche appliquée.
De surcroît, tous deux sont passionnés de billard et ne supportent pas de perdre.
Le narrateur de la nouvelle est un journaliste qui va interviewer Priss, lequel se montre condescendant à l'égard de Bloom. Puis le narrateur, quelques semaines plus tard, va interviewer Bloom, qui lui annonce qu'il a résolu le problème de la gravité et qu'il a inventé une machine permettant de réduire à zéro la gravité entre deux points. Cette invention permettrait de créer des véhicules allant très vite ou de nouveaux vaisseaux spatiaux.
Pour humilier Priss, Bloom fait le pari de créer un dispositif très complexe qui équivaudrait à un mouvement perpétuel. Le jour de la démonstration, à laquelle il a invité nombre de chercheurs ainsi que Priss, Bloom dévoile une sorte de fontaine d'électrons qui déforme l'espace-temps entre deux aimants géants : la gravité y est réduite à néant, et est encadrée par la force électromagnétique, infiniment plus puissante.
Par pur caprice et pour se moquer de Priss, il a fait installer au centre du dispositif une table de billard, montrant par là qu'il a « vaincu » Priss. Il propose à celui-ci de lancer une boule de billard dans le champ sans gravité, pour montrer à tout le monde qu'une boule de billard, non soumise à l'attraction terrestre, va rester sans bouger dans l'espace alors que la Terre, en rotation sur son axe et en raison de son déplacement dans l'espace, va nécessaire bouger. Les participants devraient donc voir, selon Bloom, la boule de billard de déplacer à l'inverse du mouvement naturel de la Terre dans l'espace.
À regret semble-t-il, Priss accepte de participer à l'expérience. Se saisissant de la boule de billard, il la lance droit devant, à travers le champ sans gravité, alors que Bloom est situé en face de lui, à quelques dizaines de mètres de là, de l’autre côté du mécanisme.
La boule de billard pénètre dans le « champ zéro-gravité », et est soudain propulsée à la vitesse de la lumière droit devant, transperçant Bloom de part en part, et continuant sa route dans l'espace. Bloom est bien sûr tué sur le coup.
Priss se déclare navré de cette situation autant sinistre qu'inattendue.
Par la suite, le narrateur apprend qu'on a demandé à Priss de prendre la direction des Industries Bloom et de mettre en application la théorie du « champ zéro-gravité ». Il apparaît que Bloom s'était trompé dans sa théorie : il avait en fait inventé, non pas un système de propulsion sans gravité, mais une source d'énergie inépuisable. Son invention a changé la face de la Terre et la vie de ses habitants.
Le narrateur ne peut néanmoins s'empêcher de penser que Priss avait tout de suite compris les implications du jet de la boule de billard, et qu'il avait lancé intentionnellement le projectile en direction de Bloom en sachant très bien les conséquences de son tir. Il ne s'agissait pas d'un accident, mais d'un véritable meurtre.

## Autour de l'œuvre
Asimov a reconnu qu'il n'était pas satisfait de cette histoire pour deux raisons : d'une part, son ami Frederik Pohl a suggéré a posteriori un autre titre, Dirty Pool, qu'Asimov trouva meilleur ; d'autre part, il admet que la boule aurait dû être désintégrée atome par atome à mesure qu'elle entrait dans le mécanisme, et n'aurait donc pu garder sa cohérence.
Cette nouvelle est le point de départ de l'essai de métaphysique du philosophe français Quentin Meillassoux Métaphysique et fiction des mondes hors-science. Il s'interroge à partir d'elle sur la possible d'autres régimes de fiction l'amenant à distinguer entre science-fiction (S-F) et fiction hors science. Ce dédoublement lui permettra de mettre en valeur les erreurs de résolution d'un problème majeur de la métaphysique : le problème de Hume.

## Présupposés scientifiques d'Asimov
Cette nouvelle fait partie de la hard science-fiction. Asimov donne une explication théorique au récit, en faisant nombre de références à la relativité générale d'Einstein.